# Chi c*zzo me lo fa fare
Chi c*zzo me lo fa fare (indicato anche come Chi c*zzo me lo) è un singolo del rapper italiano Caparezza, pubblicato nel 2001 come terzo estratto dal primo album in studio ?!.

## Descrizione
La canzone si compone di tre strofe, ognuna delle quali è una critica ad un particolare fenomeno culturale moderno. Nella prima viene criticato il mondo che gira attorno al luogo della discoteca, fatto spesso di droga, prostituzione e musica a tutto volume per evitare un qualsiasi pensiero. Nella seconda vengono criticati la cultura goth, fenomeno in parte legato a quello della discoteca, attraverso il quale i giovani gotici predicano la morte disprezzando la "vita di merda". La strofa conclusiva è una critica in particolare alla platea degli stadi, al linguaggio xenofobo di alcuni slogan, ai fenomeni di violenza e teppismo che hanno origine negli stadi e sono generati da una forma di unione, quella del branco di ultras, che trasmette ad ogni individuo che lo compone sicurezza e contemporaneamente lo solleva da ogni responsabilità.
Una prima versione del brano è stata realizzata ed inserita nel secondo demo di Caparezza Zappa, uscito nel 1999.

## Tracce
Testi e musiche di Michele Salvemini.
1. Chi c*zzo me lo fa fare (Radio Edit)
2. Chi c*zzo me lo fa fare (Album Version)
3. Chi c*zzo me lo fa fare (Live)

## Formazione
Hanno partecipato alle registrazioni, secondo le note di copertina di ?!:
- Caparezza – voce, basi, produzione
- DJ Jan – scratch
- Daniele Saracino – registrazione, missaggio